# Casa Tosquella
La Casa Tosquella és un edifici modernista situat als carrers de Vallirana i de Ballester de Barcelona, catalogat com a bé cultural d'interès nacional.

## Història
El 1889, Antoni Tosquella, un indià amb bona posició financera, encarregà el projecte d'una casa d'estiueig al mestre d'obres Joan Caballé i Fàbregas. El 1906, va encarregar-ne la reforma al jove arquitecte Eduard Maria Balcells, pertanyent a la segona generació d'arquitectes modernistes.
Als anys 1970, arran de l'obertura de la Ronda del General Mitre, una immobiliària va intentar comprar la casa per a enderrocar-la i vendre el terreny, i per a evitar-ho, va ser declarada com a monument històricoartístic. Malgrat que es va aconseguir salvar-la, l'enderrocament de la finca veïna la va afectar estructuralment, i també va perdre part del jardí.
El 2012, la casa, molt abandonada, era habitada per la neta d'Antoni Tosquella, Maria Dolors Castells i Tosquella, que hi va viure amb el seu marit després de casar-se, ja que la seva mare els va signar un contracte de lloguer de la planta principal. Va morir l'any 2018, i des d'aquell moment, la casa va quedar deshabitada. El novembre del 2021, l'Ajuntament de Barcelona va comprar la finca amb l'objectiu de fer-hi un casal per a la gent gran del barri del Putxet. El maig i l'octubre del 2022, la casa va tornar a obrir les portes als visitants amb motiu del 48h Open House Barcelona.

## Descripció
La finca ocupa una superfície de 866,96 m², dels quals 224 m² corresponen a l'edifici i la resta al jardí. La torre és a tres vents, de planta quadrangular, i consta només de planta baixa i un semisoterrani visible des del jardí. L'accés a la façana principal es fa a través del jardí, però hi ha un altre accés lateral des del carrer. El recinte queda tancat per un mur sobre el que es recolza una barana de ferro forjat finament treballada, on es combinen formes arrodonides amb elements vegetals; La porta d'accés al recinte és també de ferro forjat, a conjunt amb la barana.
És un edifici d'estil eclèctic amb llenguatge arabitzant i d'estructura similar a la Casa Calado (1905), també de Balcells, però amb una mida superior. A més, compta amb unes baranes de forja de gran fantasia. A la façana principal, una escalinata central, amb barana de ferro forjat, salva el desnivell marcat pel semisoterrani. Als extrems, s'aixequen dues torres-mirador. En tot l'edifici, es combinen els elements curvilinis i les línies trencades, propis de l'estètica modernista, amb altres de caràcter arabitzant, com els arcs de ferradura, usats novament des del segle xix pels estils historicistes i, més endavant, en alguns edificis modernistes. Destaca l'ús de la rajola vidriada, en elements de les cobertes de les torres i dels porxos, la decoració esgrafiada que decoren els murs, a base de motius vegetals i zoomòrfics, o el treball de forja de portes, finestres i baranes. Grans vitralls de colors que representen cues de paó, fan de connexió entre la casa i el jardí.
L'interior està ricament decorat a nivell de sostres, vitralls i pintures. Els murs estan profusament decorats amb papers i teles vegetals i zoomòrfiques. Les portes son de fusta de melis amb relleus d'animals. Les pintures dels sostres estan fetes amb estuc planxat en calent o pintats a l'oli i a la cola, i es combinen amb motllures decoratives de guix. Al menjador una gran vidriera emplomada comunica l'espai amb la sala-distribuïdor. Els paviments de la planta noble són de mosaic Nolla amb dissenys geomètrics, mentre que a la planta inferior i al porxo són de rajola vermella.
El jardí està pavimentat, i conté jardineres amb arbres i plantes i un petit edifici auxiliar.